# Nemognatha flava
Nemognatha flava es una especie de coleóptero de la familia Meloidae.

## Distribución geográfica
Habita en Guatemala, Costa Rica y México.